# Артес (організація)
artes [артес] (завжди лaтиною і з малої літери, згідно з задумом засновників). Повна назва – Zrzeszenie Artystów Plastyków artes / Обʼєднання митців artes — мистецьке авангардистське угруповання, яке функціонувало у Львові у 1929—1935 роках. На відміну від більшості тогочасних мистецьких угруповань Львова було поліетнічним, хоча твори його членів не були позбавлені національного колориту. Члени угруповання у своїй творчості звертались до напрямів сюрреалізму, символізму, абстракціонізму, кубізму, конструктивізму та інших модних у тогочасніому європейському мистецтві течій.

## Засновники й члени угруповання
Ініціаторами й засновниками угруповання «artes» були архітектор і фотохудожник Александер Кшивоблоцький та живописці Роман Сельський, Мечислав Висоцький та Єжи Яніш. Активними учасниками «артесу» були також Людвік Ліллє, Тадеуш Войцеховський, Марк Влодарський, А. Рімер, С. Вайцеховський, Людвік Тирович, Роман Турин, Отто Ган, Александер Кшивоблоцький, Марґіт Райх-Сельська та ін.
Активно співпрацювали з «артесом» і виставляли свої твори на його виставках, не будучи членами угруповання, П. Ковжун, Л. Левицький та ін.
Очолювали товариство Р. Сельський (1929—1930) та Л. Ліллє (1930—1935).

## Діяльність
За час свого існування силами об'єднання «artes» були проведені 13 виставок. Перша виставка відбулась у Львові в січні 1930 року. Протягом 1933-1935 років відбулися ще 12 виставок в різних містах Польщі (Львові, Варшаві, Кракові, Лодзі, Тернополі та Станіславові). Львівські виставки «артесу» доповнювалися виконанням тогочасних модерністських музичних творів, зокрема додекафоністичних творів Ю. Коффлера.
1970 року у Вроцлаві відбулася історико-ретроспективна виставка «артесу», на якій були представлені твори учасників цього творчого об'єднання з музеїв, галерей та приватних колекцій, які вціліли після війни. 
Деякі учасники «артесу» (А. Кшивоблоцький, М. Сельська та Є. Яніш) працювали також в галузі фотографії та кінематографії. Але якщо модерні фотомонтажі А. Кшивоблоцкого та М. Сельської збереглися до наших часів, то відомості про кінематографічні твори групи відсутні. Відомо лише, що члени групи брали активну участь у створенні львівського кіноклубу «Авангард».
Стилістика творів артесівців була надзвичайно різноманітною й мінливою. Відчувався значний вплив на творчість учасників групи корифеїв і лідерів тогочасного авангардного мистецтва Європи Ф. Леже, О. Ербена, В. Татліна, О. Родченка та ін. Відчувався також сильний вплив ідей автора «Маніфесту сюрреалізму» А. Бретона, особливо на творах М. Висоцького, М. Влодарського, М. Сельської та Є. Яніша.